# Banane latundan
Les bananes latundan (également appelées Tundan, bananes en soie, Pisang raja sereh, bananes Manzana ou bananes pomme) sont des cultivars triploïdes de bananes hybrides originaires des Philippines. C'est l'un des cultivars de bananes les plus répandus en Asie du Sud-Est et aux Philippines, avec les bananes Lacatan et Saba. 

## Description

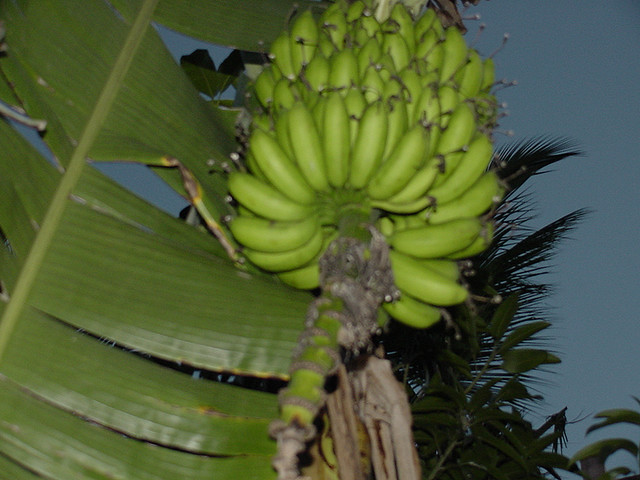
Bananes latundan non mûres

Les bananiers latundan atteignent généralement une hauteur de 3 à 4 m. Ils nécessitent une exposition totale ou partielle au soleil. Les fleurs sont de couleur jaune, violette ou ivoire. Les fruits sont arrondis avec une fine peau jaune qui se fend une fois bien mûrs. Ils sont plus petits que le cultivar Lacatan et les bananes Cavendish à dominante commerciale,. Ils ont une saveur légèrement acide, semblable à la pomme.  

## Taxonomie
Dans les anciennes classifications, le cultivar Latundan était autrefois la plante appelée Musa sapientum . Depuis lors, il a été découvert que Musa sapientum est en réalité un cultivar hybride de bananiers à graines sauvages, Musa balbisiana et Musa acuminata et non une espèce.  
La banane latundan est un hybride triploïde (AAB).  
Son nom complet est Musa acuminata × M.   balbisiana (groupe AAB) 'Soie'. 

## Usages
Les bananes latundan sont des bananes populaires. Ils sont également cultivés comme plantes ornementales. 

## Voir également
- Banane
- Cultivars de bananier
- Bananier
- Musa acuminata
- Musa balbisiana
- Plantain vrai